# Réserves d'État d'Azerbaïdjan
Les réserves d'État de l'Azerbaïdjan désignent les réserves d'État en Azerbaïdjan, qui préservent la faune, la flore et leurs écosystèmes.

## Informations générales
Au total, plus de 2,5% de l'Azerbaïdjan est protégé par le gouvernement en tant que réserve d'État. Les réserves d'État ont le statut d'établissements gouvernementaux destinés à la protection de l'environnement et à la recherche scientifique. Ils sont particulièrement conçus pour protéger les complexes naturels rares et typiques et étudier les processus et phénomènes naturels. L’utilisation des terres des réserves naturelles de l’État, ainsi que des animaux et des plantes se trouvant sur leur territoire à des fins industrielles est interdite par la loi,,.

## Réserves d'Etat
Il existe en Azerbaïdjan 15 parcs naturels d'État chargés de préserver et de protéger la faune, la flore et leurs écosystèmes:
|     | Les Réserves d'Etat                                       |
| 1.  | Réserve d'état de Garayaz                                 |
| 2.  | Réserve d'État de Guizil-Agadj                            |
| 3.  | Réserve d'État de Goboustan                               |
| 4.  | Réserve d'État de Pirgoulou                               |
| 5.  | Réserve d'État de Bessit tchay                            |
| 6.  | Réserve d'État de Chakhbouz                               |
| 7.  | Réserve d'État des pins d'Eldar                           |
| 8.  | Réserve d'état d'Ilissou                                  |
| 9.  | Réserve d'État d'Ismailli                                 |
| 10. | Réserve d'État de Chirvan                                 |
| 11. | Réserve historique et architecturale de l'état de Choucha |
| 12. | Réserve de Turyantchay                                    |
| 13. | Réserve de l'état de Garageul                             |
| 14. | Réserve d'état de Zagatala                                |

### Réserve d'état de Garayaz
La réserve d'État de Garayaz a été établie sur une superficie de 48,55 km² en 1978 pour protéger et restaurer les forêts riveraines autour du Koura. Elle protège principalement les systèmes écologiques de tugai, rares et menacés, occupant les terres situées au milieu du Koura. Les forêts riveraines comprennent des types d'arbres tels que le peuplier blanc, le chêne, l'aulne et l'acacia blanc. Parmi les animaux à griffes acérées, les plus répandus sont les sangliers et les cerfs, parmi les oiseaux; faisan, muguet, colombe, etc.
La superficie de la réserve d’État de Garayaz a été étendue de 48,03 km² à 96,58 km² le 2 juin 2003.

### Réserve d'État de Gizil-Agadj
La réserve d'État de Gizil-Agadj a été établie sur une superficie de 884 km² au sud-ouest de la côte de la mer Caspienne afin de protéger les conditions d'hivernage et de nidification des oiseaux migrateurs, marécageux et sauvages en 1929,. La plupart des espèces d'oiseaux incluses dans le "Livre rouge" de l'Azerbaïdjan se trouvent dans la réserve et dans les zones adjacentes. La réserve compte 248 espèces d'oiseaux. Des mammifères tels que le sanglier, le loup, le chat sauvage, le blaireau, la zibeline, le renard, etc. peuplent cette réserve. Il y a 54 espèces de poissons dans les bassins hydrographiques de cette réserve.

### Réserve d'État de Goboustan

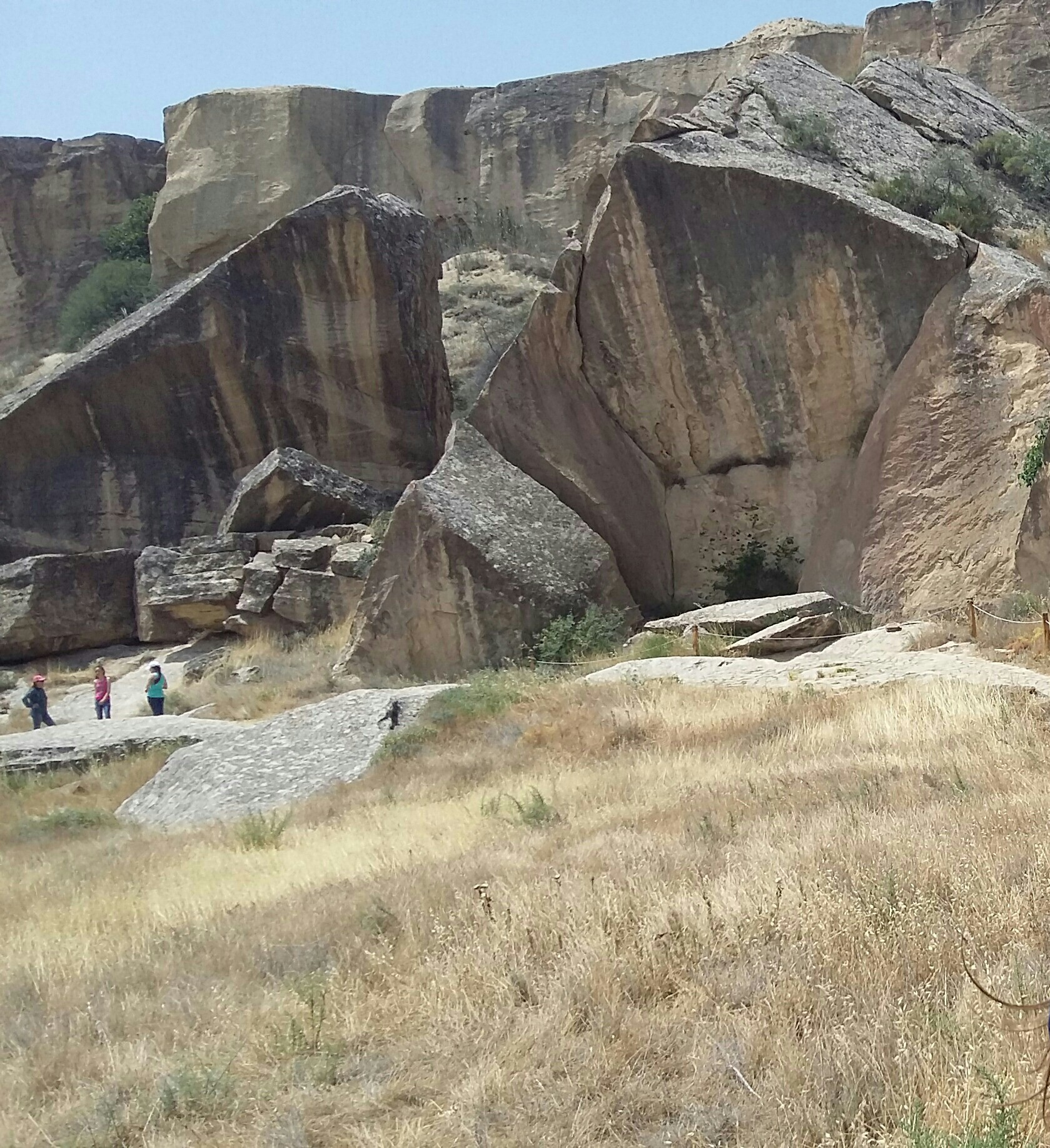
La réserve d'État de Goboustan

La réserve d'État de Goboustan a été créée en 1966 lorsque la région a été déclarée monument historique national de l'Azerbaïdjan afin de préserver les anciennes sculptures, les volcans de boue et les pierres à gaz dans la région. La réserve d'État de Gobustan est très riche en monuments archéologiques, la réserve compte plus de 600 000 peintures rupestres représentant des hommes primitifs, des animaux, des batailles, des danses rituelles, des corridas, des rameurs armés, des caravanes de chameaux, images du soleil et des étoiles, en moyenne datant de 5 000 à 20 000 ans.

### Volcans de boue
On estime que 300 des 700 volcans de boue de la planète se trouvent à Goboustan, en Azerbaïdjan et dans la mer Caspienne. De nombreux géologues ainsi que des habitants et des touristes internationaux de la boue se rendent à des endroits tels que le cratère Firouz, Goboustan, Salyan et se retrouvent joyeusement recouverts de boue qui aurait des vertus médicinales. En 2001, un volcan de boue à 15 kilomètres de Bakou a fait les gros titres de la planète quand il a soudainement craché des flammes à une hauteur de 15 mètres.

### Gaval Dach
Le Gaval Dach est une pierre musicale naturelle que l'on ne trouve qu'à Goboustan, en Azerbaïdjan. Parmi les livres de pierre, il y a une grande pierre plate formée de 3 supports. Il suffit de toucher l'objet avec une petite pierre, des sons mélodieux en proviennent. La pierre s'appelle Gaval Dach, le son peut être comparé à un tambourin. Le Gaval Dach a été vormé en raison du climat inégal, du pétrole et du gaz que l’on peut trouver dans la région de l’Azerbaïdjan.
Aujourd'hui, Goboustan est la réserve d'État la plus populaire et constitue un trésor précieux de l'Azerbaïdjan.

### Réserve d'État de Pirgoulou
La réserve de Pirgoulou a été créée en 1968 sur la superficie de 15,21 km² afin de protéger les forêts de montagne, les herbages de différents types, les sols fertiles, les zones forestières en expansion et la prévention de la pollution atmosphérique. La flore de la réserve comprend plus de 60 espèces. On peut rencontrer des mammifères tels que l'ours brun, le loup, le chat des forêts, le lynx, la belette, le sanglier, le chevreuil, etc.
La zone de la réserve d'État de Pirgoulou a été agrandie de 27,53 km² et a atteint 42,74 km² en 2003.

### Réserve d'État de Bessit tchay
La réserve d'État de Bessitt tchay a été créée en 1974 sur une superficie de 1,07 km² afin de préserver et de protéger le rare platane oriental. La réserve couvre la zone autour du Bessit tchay de la partie sud-est du Caucase mineur.

### Réserve d'État de Chakhbouz
La réserve d'Etat de Chakhbouz a été créée sur un territoire de 31,39 km² sur le district administratif de Chakhbouz (Nakhitchevan) (République autonome d'Azerbaïdjan) par décret du président de l'Azerbaïdjan le 16 juin 2003.   La zone du lac Batabat est principalement entourée de prairies. Les herbes médicinales, les chênes, etc. dominent la flore de la région. Les animaux les plus répandus sont la perdrix, le rossignol à queue large, chez les mammifères, l'ours brun, le blaireau, le lynx, etc.
Il a été créé en juin 2003 dans le but de protéger les espèces de plantes et d’animaux rares et menacées.

### Réserve d'État des pins d'Eldar
Un décret du Président de la République d'Azerbaïdjan du 16 décembre 2004 a établi la réserve d'État des pins d'Eldar sur une superficie de 16,86 km² dans la région administrative de Samoukh. La réserve est principalement conçue pour préserver et protéger les espèces rares et endémiques du pin Eldar.
En 1967, la réserve (d'une superficie de 3,92 km²) a été transformée en branche de la réserve d'État de Goygol, devenue le parc national de Göygöl.

### Réserve d'état d'Ilissou
La réserve d'État d'Ilissou a été établie sur une superficie de 93 km² en 1987. Il vise à protéger les complexes naturels des versants sud du Caucase majeur, à préserver la faune et la flore rares et menacées, à restaurer les forêts et à prévenir l’érosion des sols et des inondations. La réserve compte 500 espèces de plantes avec près de 60 espèces endémiques. On peut rencontrer des animaux comme le chevreuil, le buffle des montagnes, le sanglier, l'écureuil, le chamois, etc.
Le territoire de la réserve d'État d'Ilissou a été étendu à 173,816 km² en mars 2003,.

### Réserve d'État d'Ismailli
La réserve d'État d'Ismailli a été établie sur une superficie de 57,78 km² en 1981 pour la préservation et la protection des complexes naturels, occupant la partie nord du versant sud du Grand Caucase. La superficie de la réserve a été augmentée de 109,6 km² et a atteint 167 km² en juin 2003.
La réserve compte près de 170 espèces animales. 104 espèces d'oiseaux de 13 ordres se trouvent dans cette réserve. Des mammifères tels que l'ours brun, le chat sauvage, le lynx, la chère caucasienne, la cornée, le chamois, la chèvre du Caucase, etc. peuplent la réserve.

### Réserve d'État de Chirvan
La réserve d'État de Chirvan a été établie sur une superficie de 177,45 km² sur une partie de la réserve naturelle d'État de Bendovan en 1969 afin de protéger et d'augmenter le nombre d'oiseaux aquatiques. La superficie de la réserve a été étendue à 258 km² en 1982. Les réserves d'eau représentent 35 000 m² de la zone.
La réserve est caractérisée par une riche faune ornithologique. Des oiseaux rares et précieux nichent et hivernent dans les zones marécageuses. La plus grande partie de la réserve a été transférée au parc national de Chirvan en 2003 et la superficie de la réserve est actuellement de 62,32 km².
La réserve d'État de Chirvan comprend 62,32 km².

### Réserve de Turyantchay
La réserve d’État de Turyantchay a été établie sur une superficie de 126,3 km² en 1958 à des fins de protection et de restauration de complexes forestiers arides au Bozdagh et de prévention des processus d’érosion dans les pentes montagneuses.

### Réserve d'Etat de Garageul
La réserve d'État de Garageul a été établie sur une superficie de 2,4 km² en 1987 pour la protection et la préservation des systèmes écologiques rares du lac d'origine glaciaire et des complexes naturels entourant le bassin hydrographique.

### Réserve d'état de Zagatala
La réserve d'État de Zagatala a été établie dans une zone de 252 km² des raions de Zagatala et Balakan dans la partie centrale des versants sud du Caucase, en Azerbaïdjan.
Le territoire de la réserve a été modifié à plusieurs reprises et a progressivement atteint 238 km². La réserve vise à protéger les plantes sub-alpines des versants sud du Caucase majeur et les complexes naturels des zones alpines et nivales. La réserve est célèbre pour des plantes anciennes telles que le rhododendron, le cerisier-laurier, la mûre, l'érable, la fougère, etc. se trouvent dans cette réserve.
En 2005-2006, il a été suggéré d’étendre le territoire de réserve de la réserve de l’État de Zagatala. Le ministère de l'écologie et des ressources naturelles avait annoncé qu'il avait confirmé l'extension de la réserve de l'État de Zagatala en 2007.